# Schlacht bei Taus
Die Schlacht bei Taus (auch Schlacht von Domažlice) in Westböhmen am 14. August 1431 beendete den fünften und letzten Kreuzzug gegen die Reformbewegung der Hussiten in Böhmen.
Nachdem Verhandlungen der römisch-katholischen Kirche und König Sigismund von Luxemburg zur Unterwerfung der Hussiten ergebnislos geblieben waren, versammelte sich im August 1431 ein von Friedrich I. (Brandenburg) von Hohenzollern aufgestelltes Kreuzritterheer in einer Stärke von angeblich 130.000 Söldnern bei Weiden in der Oberpfalz. Der Heerbann stand unter der Leitung des päpstlichen Legaten Kardinal Giuliano Cesarini und drang Anfang August, auf schnelle  Beute bedacht, nach Böhmen vor. Ab dem 8. August wurde die Stadt Taus (Domažlice) in Westböhmen belagert, die seit der Schlacht bei Mies unter der Herrschaft der Hussiten stand. 
Als am 14. August das unter dem Feldherrn Andreas Prokop dem Großen stehende, etwa 50.000 Mann starke Heer der Taboriten zur Verteidigung der Stadt Taus herannahte, floh ein Großteil des Kreuzheeres Hals über Kopf. Angeblich hatte der Schlachtgesang der angreifenden Hussiten, der berühmte Choral „Ktoz jsu bozi bojovnici“ („Die ihr Gottes Streiter seid“), die kaiserlich-katholischen Söldner in Angst und Schrecken versetzt.
Die Schlacht bei Taus endete mit einem Gemetzel an den in die Oberpfalz fliehenden Kreuzrittern des Reichsheeres. Mit knapper Not entkam Kardinal Cesarini, als einfacher Soldat verkleidet. Sein kostbares Gewand, seine Ausrüstung und die den Kreuzzug begründende päpstliche Bulle fielen in die Hände der Hussiten.
Die Niederlage des Kreuzfahrerheeres bei Taus galt im katholischen Europa der damaligen Zeit als eine schwer zu verkraftende Blamage und führte zu erneuten Befürchtungen, die Heere der Hussiten würden weiterhin über die Grenzen Böhmens hinaus vordringen. Die Niederlage in der Schlacht war ausschlaggebend dafür, auf dem Konzil von Basel durch Papst Martin V. eine Verhandlungslösung mit der Reformbewegung der Hussiten anzustreben.